# Displasia broncopulmonar
La displasia broncopulmonar (DBP) o enfermedad pulmonar crónica (EPC) pueden sufrirla tanto los niños que tienen problemas pulmonares complicados como el SDR, como los prematuros de muy pequeño tamaño que precisan oxígeno y tratamiento con respirador. Esta enfermedad aparece cuando los alveolos de los pulmones del niño resultan dañados por los productos de desecho formados por la descomposición del oxígeno en los pulmones. Como consecuencia de ello se produce como una especie de cicatrices en el tejido del pulmón que comprimen los bronquios y dificultan la respiración, por lo que una cantidad insuficiente de oxígeno llega a los tejidos.
Los síntomas son una respiración rápida y con dificultad, sibilancias (“pitos” al respirar) o ruidos de crepitación en la auscultación. Se suele establecer el diagnóstico cuando el niño continua precisando oxígeno un mes antes de la fecha inicialmente prevista del parto.
El tratamiento consiste en un soporte respiratorio continuo, una buena nutrición con calorías adicionales para el crecimiento, el control del líquido excesivo y medicación.
Algunos niños con DBP pueden requerir oxígeno suplementario durante mucho tiempo después del nacimiento e inclusive cuando están en casa después del alta hospitalaria. Con el tiempo y una atención constante los niños con DBP suelen superar sus problemas pulmonares.